# Балка Вовчий Яр
Балка Вовчий Яр — балка (річка) в Україні у Первомайському районі Харківської області. Ліва притока річки Орелі (басейн Дніпра).

## Опис
Довжина балки приблизно 4,74 км, найкоротша відстань між витоком і гирлом — 4,55  км, коефіцієнт звивистості річки — 1,04 . Формується декількома струмками та загатами.

## Розташування
Бере початок на південно-західній стороні від села Гришине. Тече переважно на південний захід і на південно-західній околиці села Дмитрівка впадає у річку Оріль, ліву притоку річки Дніпра.

## Цікаві факти
- Від витоку балки на південній стороні на відстані приблизно 1,75 км пролягає автошлях Т 2110[3] (територіальний автомобільний шлях в Україні, Кегичівка — Первомайський — Балаклія — Шевченкове. Проходить територією Кегичівського, Первомайського, Балаклійського, Чугуївського, Шевченківського районів Харківської області).